# Parque nacional de Tazekka
El Parque Nacional de Tazekka es un parque nacional localizado al suroeste de Taza en la porción septentrional del Atlas Medio oriental, englobando al oeste el macizo primario de Tazekka, esencialmente esquistoso y el macizo calcáreo de Bab Bou-Idir al este, en Marruecos.

## Descripción
Territorio original, donde se individualizan dos partes por la belleza excepcional de sus paisajes y por la biodiversidad: el relieve de la parte occidental constituido por vertientes abruptas, de crestas agudas y valles estrechos y muy profundos; en el este mucho más suave y presentando numerosas grutas y simas en razón de la gran acivdad de fenómenos de karstificación.
Se pueden observar paisajes variados y característicos del macizo de Tazzeka. La cima del Jebel Tazzeka con su cedral natural, ofrece un punto de vista notable sobre toda la región : Montañas del Atlas Medio, húmedas y arboladas al contrario que el macizo rifeño denudado.

## Precipitaciones anuales
Entre 600 mm (milímetros) en los valles orientales y cerca de 1500 mm sobre las cimas de las montañas. Innivación poco importante.

## Bioclimas
Semiárido en bajas altitudes en el este, subhúmedo templado en el oeste, y húmedo hasta perhúmedo fresco a frío en las cimas de las montañas.

## Pisos de vegetación
Techo del Termomediterráneo, Mesomediterráneo, Supramediterráneo y nivel mínimo del Oromediterráneo y Crioromediterráneo.

## Flora vascular
Especies forestales mayores: El cedro del Atlas (Cedrus atlantica), el quejigo (Quercus faginea), el alcornoque (Quercus suber), la encina (Quercus ilex subsp. rotundifolia) y la tuya de Berbería (Tetraclinis articulata). El número total de especies alrededor de 600, de las cuales numerosas endémicas, y unas 50 notables, raras o muy raras.

## Fauna
Mamíferos27 especies censadas: el jabalí (Sus scrofa barbarus), que ocupa todos los macizos arbolados, el puerco espín crestado (Hystrix cristata), el serval (Leptailurus serval constantinus), el caracal (caracal caracal algira), el macaco de Berbería (Macaca sylvanus), la nutria europea (Lutra lutra), la gineta (Genetta genetta), la liebre de El Cabo (Lepus capensis), el conejo europeo (Oryctolagus cuniculus), el erizo moruno (Atelerix algirus), el murciélago grande de herradura (Rhinolophus ferrumequinum), el murciélago pequeño de herradura (Rhinolophus hipposideros), la ardilla moruna (Atlantoxerus getulus), el chacal dorado (Canis aureus), el zorro común (Vulpes vulpes) , el lobo dorado africano (Canis Lupaster), la gacela de Cuvier (Gazella Cuvieri), además del ciervo de Berbería (Cervus elaphus barbarus) reintroducido en 1994 y, posiblemente, el leopardo de Berbería (Panthera pardus panthera).
Aves83 especies censadas, entre ellas rapaces raras o muy raras.
Reptiles y anfibios28 especies censadas, de las cuales 3 son endémicas.